# Космос-108
Космос-108 — советский малый научно-исследовательский спутник серии космических аппаратов «Космос». КА типа «ДС-У1-Г» (сер. № 1) разработан Конструкторским бюро «Южное» и предназначен для исследования связи между параметрами атмосферы и солнечной активностью. Был запущен 11 февраля 1966 с космодрома Капустин Яр со стартового комплекса № 86/1 ракетой-носителем «Космос 63С1».

## Первоначальные орбитальные данные спутника
- Перигей — 227 км
- Апогей — 865 км
- Период обращения вокруг Земли — 95,3 минуты
- Угол наклона плоскости орбиты к плоскости экватора Земли — 48,9°

## Параметры спутника
- Длина спутника — 2370 мм
- Диаметр спутника — 2344 мм
- Масса — 291 кг
- Масса научных приборов — 27 кг

## Аппаратура, установленная на спутнике
Спутник имел аппаратуру для изучения суточных вариаций свойств атмосферы, влияния солнечной активности, регистрации ультрафиолетового излучения Солнца, метеорной эрозии оптических элементов.